# Edvald Boasson Hagen
Edvald Boasson Hagen (Lillehammer, 1987. május 17. –) norvég profi kerékpáros. Jelenleg a Team TotalEnergies versenyzője. Ötszörös norvég bajnok, a Tour de France-on és a Giro d’Italián is két-két szakaszt nyert.. Az Eneco Tourt kétszer (2009, 2011), a Cyclassics-ot egyszer nyerte meg.

## Sikerei
2004
- Norvég országúti-bajnokság, U19-mezőnyverseny
  -  1. hely

2005
- Norvég országúti-bajnokság, U19-mezőnyverseny
  -  1. hely
- Norvég országúti-bajnokság, U19-időfutam
  -  1. hely

2006
- Tour de l'Avenir
  - 1., 2. szakasz
  - 1., 5. szakasz
  - 1., 7. szakasz

2007
- Norvég országúti-bajnokság, időfutam
  -  1. hely
- Paris–Corrèze
  -  Összetett verseny győztese
  - 1., 1. szakasz
  - 1., 2. szakasz
- Tour de Normandie
  - 7., Összetett versenyben
  - 1., 8. szakasz
- Tour de Bretagne
  - 1., 2. szakasz
  - 1., 7. szakasz

2008
- Norvég országúti-bajnokság, időfutam
  -  1. hely
- Critérium International
  - 1., 3. szakasz
- Eneco Tour
  - 1., 6. szakasz
  - 3., Prológ
  - 3., 4. szakasz
- Tour of Britain
  - 1., 4. szakasz
  - 1., 5. szakasz
  - 1., 7. szakasz

2009
- Norvég országúti-bajnokság, időfutam
  -  1. hely
- Gent–Wevelgem
  - 1. hely
- Giro d’Italia
  - 82., Összetett versenyben
  - 1., 1. szakasz (Csapatidőfutam)
  - 1., 7. szakasz
  - 2., 6. szakasz
  - 2., 8. szakasz
  - 3., 21. szakasz (Egyéni időfutam)
- Tour de Pologne
  - 3., Összetett versenyben
  - 1., 4. szakasz
  - 1., 6. szakasz
- Eneco Tour
  -  Összetett verseny győztese
  -  Pontverseny győztese
  - 1., 6. szakasz
  - 1., 7. szakasz (Egyéni időfutam)
  - 2., 4. szakasz
  - 2., 5. szakasz
  - 3., 1. szakasz
  - 3., 2. szakasz
- Tour of Britain
  -  Összetett verseny győztese
  -  Összetett verseny győztese
  - 1., 3. szakasz
  - 1., 4. szakasz
  - 1., 5. szakasz
  - 1., 6. szakasz
  - 3., 2. szakasz
  - 3., 7. szakasz

2010
- Norvég országúti-bajnokság, időfutam
  -  1. hely
- Tour of Qatar
  - 1., 1. szakasz (Csapatidőfutam)
- Tour of Oman
  - 2., Összetett versenyben
  -  Pontverseny győztese
  -  25 éven aluliak verseny győztese
  - 1., 3. szakasz
  - 1., 6. szakasz (Egyéni időfutam)
- Tirreno–Adriatico
  - 1., 7. szakasz
- Critérium du Dauphiné
  - 1., 7. szakasz
  - 3., 3. szakasz (Egyéni időfutam)
- Tour de France
  - 116., Összetett versenyben
  - 3., 4. szakasz
  - 3., 5. szakasz
  - 4., 13. szakasz
  - 6., 18. szakasz
- Vattenfall Cyclassics
  - 2. hely
- Eneco Tour
  - 3., Összetett versenyben
  -  Pontverseny győztese
  - 3., 2. szakasz
  - 3., 4. szakasz
  - 3., 6. szakasz

2011
- Norvég országúti-bajnokság, időfutam
  -  1. hely
- Tour of Oman
  - 2., Összetett versenyben
  -  Pontverseny győztese
  - 2., 4. szakasz
  - 3., 2. szakasz
- Bayern-Rundfahrt
  -  Pontverseny győztese
  - 1., 1. szakasz
  - 3., 2. szakasz
  - 3., 4. szakasz
  - 3., 5. szakasz
- Tour de France
  - 53., Összetett versenyben
  - 1., 6. szakasz
  - 1., 17. szakasz
  - 2., 16. szakasz
  - 2., 21. szakasz
  - 3., 2. szakasz (Csapatidőfutam)
  - 5., 11. szakasz
  - 6., 13. szakasz
- Eneco Tour
  -  Összetett verseny győztese
  -  Pontverseny győztese
  -  25 éven aluliak verseny győztese
  - 1., 6. szakasz
  - 2., Prológ
  - 3., 2. szakasz
- Vattenfall Cyclassics
  - 1. hely